# Veronica pubescens
Veronica pubescens är en grobladsväxtart. Veronica pubescens ingår i släktet veronikor, och familjen grobladsväxter.

## Underarter
Arten delas in i följande underarter:
- V. p. pubescens
- V. p. rehuarum
- V. p. sejuncta